# Eadwald (East Anglia)
Eadwald (auch: Edwald  oder Eadvald) war von 796 bis um 800 König des angelsächsischen Königreichs East Anglia.

## Leben
Zu Eadwalds Leben wurden keine zeitgenössischen Berichte überliefert. Er ist nur durch rund 20 Münzen bekannt, die seinen Namen tragen. Eadwalds Vorgänger, König Æthelberht II. von East Anglia, wurde im Jahr 794 auf Befehl des Königs Offa von Mercia enthauptet. Offa übernahm selbst die Herrschaft, starb aber bereits 796. Eadwald nutzte diese Schwäche Mercias und herrschte zumindest über Teile East Anglias. Vermutlich um 800 wurde Eadwald vom mercischen König Cenwulf vertrieben.